# Desastre minero de Springhill
Se conocen como desastre minero de Springhill a cualquiera de los tres desastres de minería canadienses ocurridos en 1891, 1956 y 1958 en diferentes minas dentro del yacimiento de carbón de Springhill, cerca del pueblo de Springhill en el condado de Cumberland, Nueva Escocia.  
Las minas en el yacimiento de carbón de Springhill fueron establecidas en el siglo XIX y a inicios de 1880 se empezaron a trabajar por la Compañía Ltd de Carbón y Ferrocarril Cumberland y la Compañía Ltd de Ferrocarril & Carbón Parrsboro & Springhill. Estas entidades se unieron en 1884 para formar la Compañía Ltd de Carbón y Ferrocarril Cumberland, la cual sus inversores la vendieron en 1910 al conglomerado industrial Compañía Ltd Dominio de Carbón (DOMCO). Siguiendo el tercer desastre en 1958, el operador Dominio de Acero & Corporación de Carbón Ltd. (DOSCO), luego una subsidiaria de la A.V. Compañía Ltd Canadiense Roe, terminó sus operaciones de minería en Springhill y nunca fueron reabiertas. A partir de 2015 las propiedades de la mina, entre las más profundos en el mundo y llenas de agua, pertenecen al gobierno de Nueva Escocia y proveen al parque industrial Springhill con calefacción geotérmica.     

## Explosión de 1891
El primer desastre de minería de Springhill, la explosión de 1891, ocurrió aproximadamente a las 12:30 el sábado 21 de febrero de 1891, en las minas de carbón Número 1 y 2, las cuales fueron unidas por un túnel conector al nivel a 1.300 pies (400 m) debajo de la superficie cuando un incendio causado por polvo de carbón acumulado arrasó ambos pozos, matando a 125 mineros y lastimando a docenas más. Algunas de las víctimas tenían de 10 a 13 años.     
Los esfuerzos de rescate a través de esta tarde y noche fueron simplificados por la falta de incendio en el Número 1 y 2, pero la escala del desastre no tenía precedentes en la historia minera de Nueva Escocia y Canadá y los fondos de recuperación subsiguientes vieron venir contribuciones de todo el país y el Imperio Británico, incluyendo la Reina Victoria.   
Una investigación posterior determinó que había suficientes detectores de gas en buen estado de funcionamiento en las dos minas de carbón; sin embargo, la fuente de ignición de la explosión nunca se determinó, a pesar de que los investigadores identificaron su ubicación general.
La canción "La Mine" (supuestamente tradicional) del grupo folk francés canadiense Le Vent du Nord en su álbum de 2009 La part du feu se relaciona con la explosión de 1891. 

## Explosión de 1956

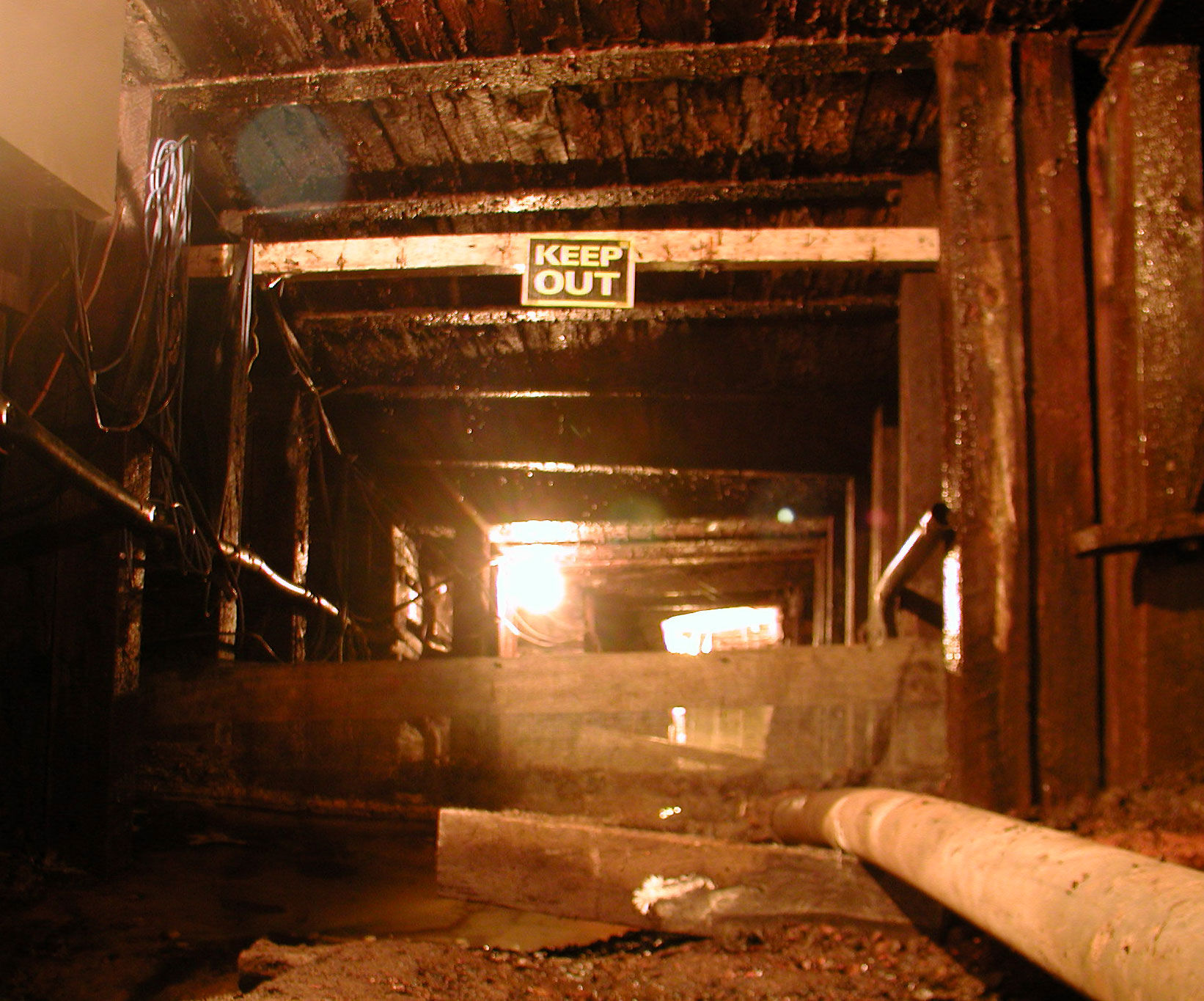
Dentro un pozo de mina en NS Springhill.

La explosión de 1956 ocurrió el 1 de noviembre de 1956, cuando un tren minero transportando una carga de polvo fino de carbón hasta la superficie de la mina de carbón número 4 de 25 años de antigüedad para sacarlo de la cabeza de mina encontró un flujo pesado de aire de ventilación forzado en el pozo por ventiladores de superficie. El flujo de aire perturbó el polvo en los vagones ascendentes del tren y se extendió por el aire de los pozos del n. ° 4. Antes de que el tren llegara a la superficie, varios autos se soltaron y corrieron por la pendiente del número 4, descarrilando en el camino y golpeando una línea de alta tensión, causando que se encendiera el polvo de carbón en el nivel de 5.500 pies (1.700 m) (debajo de la superficie).  
La explosión resultante sopló la pendiente hasta la superficie donde el oxígeno adicional creó una gran explosión, que niveló la punta de la banca en la superficie, donde el carbón se saca de la mina en un pozo en ángulo hacia un edificio vertical (el carbón cae luego en vagones de ferrocarril). La mayor parte de la devastación fue sostenida por los edificios de la superficie, pero muchos mineros quedaron atrapados en el pozo junto con los vagones descarrilados y las maderas de soporte caídas y otros elementos dañados por la explosión.
Heroicamente, los Drägermen (mineros de rescate con equipo de respiración) y los mineros descamisados (sin esa protección) ingresaron al No. 4 de 6.100 pies de profundidad (1.900 m) para ayudar a sus colegas. 39 mineros murieron y 88 fueron rescatados. La cobertura mediática de la explosión de 1956 se vio eclipsada en gran medida por la invasión soviética de Hungría y la crisis de Suez, que sucedió casi al mismo tiempo. Sin embargo, los medios locales y canadienses dieron amplia cobertura al desastre de 1956.
Después del esfuerzo de rescate, las minas conectadas No. 4 y No. 2 se sellaron durante varios meses para privar a los incendios de oxígeno. En enero de 1957, los cuerpos de las víctimas restantes se recuperaron del pozo, y la mina No. 4 se cerró para siempre.
Uno de los rescatistas, el Dr. Arnold Burden, también estuvo involucrado en el desastre de 1958.

## Choque de 1958

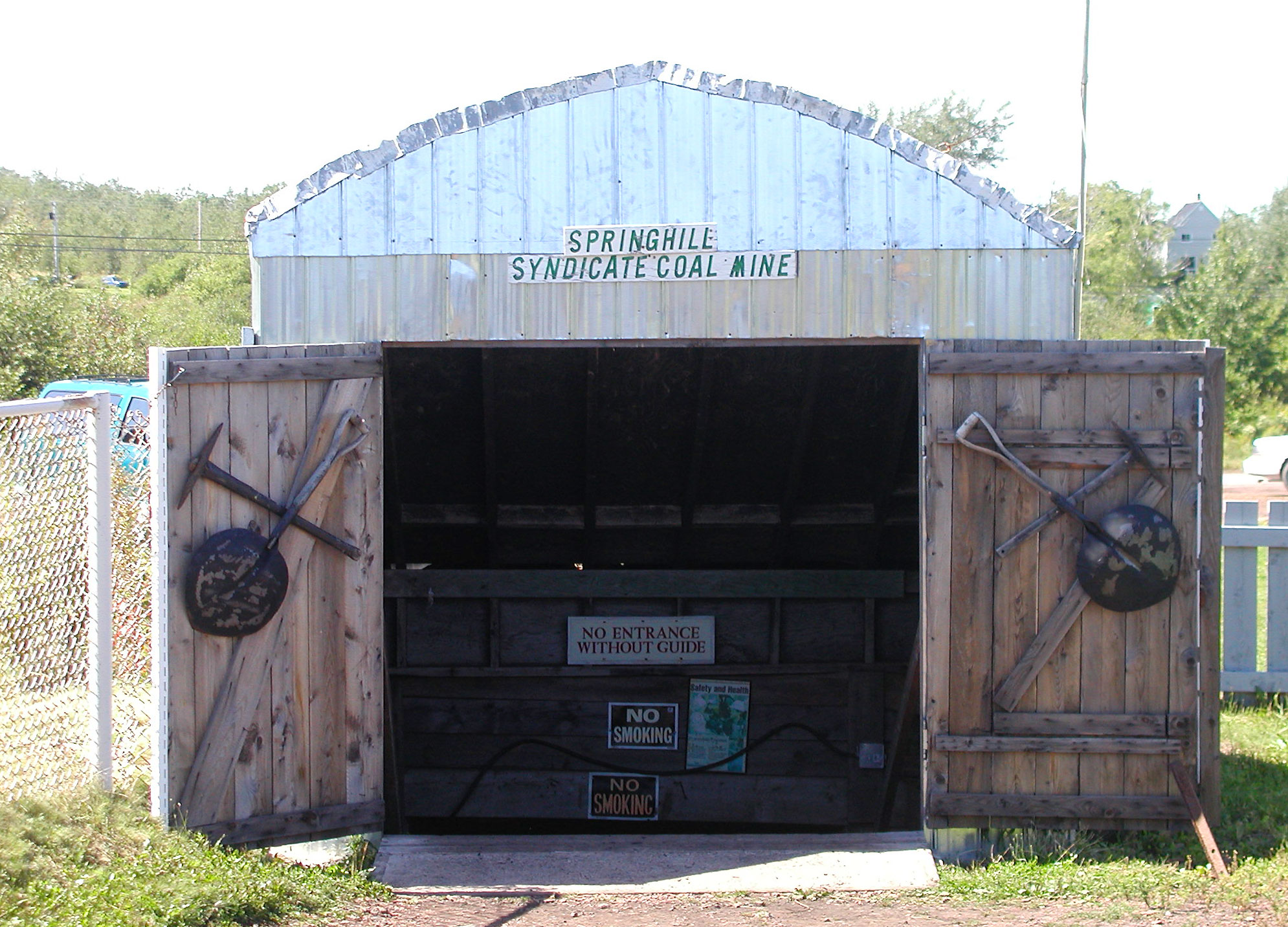
Entrada al museo del minero en NS Springhill.

El golpe de 1958, que ocurrió el 23 de octubre de 1958, fue el "choque" más severo (terremoto subterráneo) en la historia minera de América del Norte. El bache de 1958 hirió a los residentes de Springhill y devastó la economía de la ciudad.
No se sabe exactamente qué causa un "bump". Podría ser el resultado de la extracción total del carbón de una unidad de roca madre o "estrato". Las tensiones geológicas resultantes sobre estratos suprayacentes (areniscas, lutitas, etc., en muchas formaciones carboníferas) pueden provocar que los pilares (carbón dejado en su lugar para soportar las galerías) se desintegren repentina y catastróficamente, de modo que las galerías se colapsen.
La mina No. 2 fue una de las minas de carbón más profundas del mundo. Los pozos que se inclinaban a 14.200 pies (4.300 m) de longitud conducían a un vasto laberinto de galerías a más de 4.000 pies (1.200 m) por debajo de la superficie. Las técnicas mineras allí habían sido cambiadas 20 años antes del choque de 1958, desde "habitación y pilar" hasta "retirada de paredes largas" después de que los informes mostraran el mayor peligro de fenómenos de "choque" resultantes de la técnica anterior.
El 23 de octubre ocurrió un pequeño choque a las 7:00 p. m. durante el turno de noche; fue ignorado, ya que esto era algo bastante común. Sin embargo, poco más de una hora más tarde, a las 8:06 p. m., Un enorme choque "impactó severamente el centro de las tres paredes que estaban siendo minadas y los extremos de los cuatro niveles más cercanos a las paredes".
El choque se extendió como tres ondas de choque distintas, que se asemejan a un pequeño terremoto en toda la región, alertando a los residentes en la superficie sobre un área amplia del desastre. Los equipos "Dräger" y los equipos de mineros sin protección respiratoria ingresaron a la mina No. 2 para comenzar el esfuerzo de rescate. Se encontraron con supervivientes en el nivel de 13.400 pies (4.100 m) caminando o cojeando hacia la superficie. El gas liberado por la protuberancia se encontró en concentraciones crecientes en el nivel de 13.800 pies (4.200 m) donde el techo se había derrumbado, y los rescatadores se vieron obligados a trabajar en pozos que estaban en un estado de colapso parcial o completamente bloqueados por escombros.
Los mineros que no se salvaron estando en galerías laterales o en algún otro refugio fueron aplastados inmediatamente durante el choque, las galerías de carbón y las caras quedaron completamente destruidas. 75 sobrevivientes estaban en la superficie a las 4:00 del 24 de octubre de 1958. Los equipos de rescate continuaron trabajando, pero el número de desprendimientos de rocas y la cantidad de escombros disminuyó el avance.
Mientras tanto, los medios noticiosos canadienses e internacionales se habían dirigido a Springhill. Arnie Patterson era el portavoz de relaciones públicas de la empresa y transmitió las noticias del progreso del rescate (y recuperación posterior) a las familias de los mineros y a los periodistas. El desastre se hizo famoso por ser el primer evento internacional importante en aparecer en transmisiones de televisión en vivo (en la CBC). Mientras el mundo esperaba y los que estaban en la superficie vigilaban, los rescatadores continuaron trabajando bajo tierra tratando de alcanzar a los sobrevivientes atrapados. Los equipos comenzaron a llegar desde otras minas de carbón en el condado de Cumberland, en la isla de Cape Breton y en el condado de Pictou.
Después de cinco días y medio (por lo tanto, alrededor de la mañana del miércoles 29 de octubre de 1958), se estableció contacto con un grupo de 12 sobrevivientes en el otro lado de un desprendimiento de rocas de 160 pies (49 m). Un túnel de rescate fue excavado; se abrió paso a los mineros atrapados a las 2:25 del jueves 30 de octubre de 1958.   
El viernes 31 de octubre de 1958, varios dignatarios visitaron el sitio de rescate, incluido el Primer Ministro de Nueva Escocia, Robert Stanfield, y Su Alteza Real el Príncipe Felipe, el Duque de Edimburgo, que había asistido a reuniones en Ottawa.  
El sábado 1 de noviembre de 1958, otro grupo de sobrevivientes fue encontrado. Ninguno fue encontrado después de eso. En cambio, los cuerpos de los muertos fueron sacados en ataúdes de aluminio hermético, a causa de la etapa avanzada de descomposición, acelerada por el calor de la Tierra en las profundidades de la mina No. 2 a 13,000-14,000 pies (4.000-4.300 m) por debajo de la entrada de la mina.  
De los 174 mineros en la mina de carbón número 2 en el momento del choque: 75 murieron y 99 quedaron atrapados pero fueron rescatados.
Uno de los rescatistas, el Dr. Arnold Burden, también estuvo involucrado en el desastre de 1956.

### Las secuelas
El choque de 1958 tuvo efectos profundos y duraderos en la ciudad y en la imaginación del público.
En los medios reunidos en la cabeza de pozo (la entrada del pozo en la superficie), los reporteros se apresuraron a hablar con los sobrevivientes, en particular los dos grupos de mineros que habían quedado atrapados hasta el jueves y el domingo, respectivamente. Cuando se le preguntó qué era lo que más deseaba, el sobreviviente Douglas Jewkes respondió: "Una 7 Up". Después de este evento mediático de alto perfil y de un "enchufe" inesperado, la empresa 7 Up lo contrató como vocero.  
Varios mineros y sus rescatadores fueron invitados a The Ed Sullivan Show. Un minero, Maurice Ruddick, fue elegido como el "Ciudadano del año" de Canadá. Ruddick y los otros "mineros milagrosos" disfrutaron de la atención pública durante un breve tiempo después de su rescate. Para Ruddick, el único hombre negro en el grupo, el racismo disminuyó su momento en el centro de atención. Un asistente del Gobernador del estado de Georgia, Marvin Griffin, aprovechó la intensa cobertura de los medios para promover el turismo en ese estado al ofrecer a un grupo de sobrevivientes unas vacaciones gratuitas en la Isla Jekyll. Sin embargo, para disgusto del gobernador segregacionista (había estado de vacaciones en un viaje de cacería en Manitoba en el momento del desastre), se enteró de la raza de Ruddick, lo que resultó en una pesadilla de relaciones públicas. Al enterarse de que Ruddick era negro, el gobernador dijo que Ruddick tendría que ser segregado. Ruddick aceptó los términos del gobernador para que las vacaciones de los otros mineros no se arruinen; pero él y su familia se quedaron en un remolque aparte de sus colegas. Ruddick murió en 1988. En 2003, la autora estadounidense Melissa Fay Greene volvió a contar este aspecto de las secuelas en su libro Last Man Out.
Los rescatistas fueron galardonados con una Medalla de Oro por la Royal Canadian Humane Association por valentía en salvar vidas, la primera vez que la medalla había sido otorgada a un grupo. En 1958, la ciudad de Springhill fue galardonada con la Medalla Carnegie por Heroísmo, reconociendo la participación de la comunidad necesaria para salvar a los mineros supervivientes. A partir de 2015, Springhill es la única comunidad que ha recibido ese premio, generalmente reservado para actos de heroísmo individuales. 

### Representaciones en la cultura popular

#### En la música
- El 7 de noviembre de 1958 (una semana después de que los últimos sobrevivientes fueran rescatados de (El Choque), el músico de bluegrass Bill Clifton grabó "Springhill Disaster", una canción que adaptó de un poema escrito por el célebre superviviente, Maurice Ruddick. [10]

- La cantante estadounidense Peggy Seeger y el cantante de folk inglés Ewan MacColl compusieron la canción "The Ballad of Springhill" sobre el desastre de 1958.[11] Originalmente fue interpretado por MacColl y Seeger como un dúo a cappella en 1959. Cantaron la canción en el 1960 Newport Folk Festival con acompañamiento de guitarra.[12] Posteriormente fue cantado por el popular grupo de renacimiento popular Peter, Paul y Mary. En 1987, la banda de rock irlandesa U2 llamó la atención sobre el desastre cuando incluyeron "The Ballad of Springhill" en la lista de reproducción de su Joshua Tree Tour. U2 interpretó la canción en quince conciertos,[13] y fue televisada en vivo en 1988.[14] Las letras de U2 a veces han sido mal escuchadas, con personas que piensan que Bono cantó "a finales del año de 88"; cuando de hecho cantó "acostados en el suelo son 88", refiriéndose al número de los que murieron (de hecho: 75 murieron en el choque de 1958, pero 88 fueron rescatados después de la explosión de 1956). El 30 de julio de 2011, U2 realizó el primer verso de la canción durante el espectáculo final en su gira de 360 ° en Moncton, Nuevo Brunswick.[15] En una entrevista después de la actuación de 1987 en un tributo televisivo del 25 aniversario a la banda irlandesa The Dubliners, Bono dijo que la primera grabación de "The Ballad of Springhill" que escuchó fue la del cantante irlandés Luke Kelly, miembro de The Dubliners. Peggy Seeger vino a Springhill en 2008, donde cantó la canción en el 50 aniversario del choque.[16] Otras grabaciones de la canción incluyen las de la música irlandesa Pauline Scanlon en su álbum debut, Red Color Sun, con Damien Dempsey, renombrando la canción "The Springhill Mining Disaster"; y eso por el rapero / productor canadiense Socalled en su álbum de 2011 Sleepover.

- El grupo folclórico canadiense Tanglefoot se refiere al choque de 1958 en su canción "Hard Work" en su álbum de 2006 Dance Like Flames.[17]
- En 2008, Brian Vardigans escribió una canción titulada "Springhill" que se cantó en las ceremonias del 50.º aniversario de las víctimas del golpe de 1958 del 23 de octubre de 2008.

#### En la literatura
- El libro de Leonard Lerner de 1960 Miracle at Springhill trata del choque de 1958. [18]

- Richard Brautigan escribió un poema titulado "La píldora contra el desastre de la mina Springhill", publicado en 1968, sobre el choque de 1958.

- En el programa de radio de CBC The Vinyl Cafe, el presentador Stuart McLean cuenta una de sus historias ficticias populares de "Dave y Morley" desde la perspectiva de la madre de Dave y la historia de cómo murió el tío de Dave en el desastre de 1958.

- La historia corta de Alistair MacLeod, "La vastedad de la oscuridad" presenta al narrador pasando por Springhill en 1960, y recordando los desastres y los esfuerzos de su comunidad minera por recuperar a los sobrevivientes.[19]

- Un libro de 2014 de Cheryl McKay, Spirit of Springhill: Mineros, esposas, viudas, rescatadores y sus hijos. Cuentos verdaderos de los Desastres Mineros del Carbón de Springhill, se relaciona con la explosión de 1956, el incendio de Main Street de 1957 y el choque de 1958.[20]

- Una novela de ficción de 2014 de Cheryl McKay, Canción de Springhill - Una historia de amor: un romance inspirador basado en eventos históricos se relaciona con el choque de 1958.[21] El personaje de Isaak Revere en la novela se basa en Maurice Ruddick.[22]

#### En películas
- El desastre se menciona indirectamente en la película animada de Disney de 1961 '101 dálmatas. Después de que los cachorros son robados, hay una imagen de la portada de un periódico; bajo el título

## Lectura posterior
- Neil V. Rosenberg, "The Springhill Mine Disaster Songs: Class, Memory, and Persistence in Canadian Folksong", Northeast Folklore (2001), Vol. 35, pp 153–187.